# Abu l-Abbas

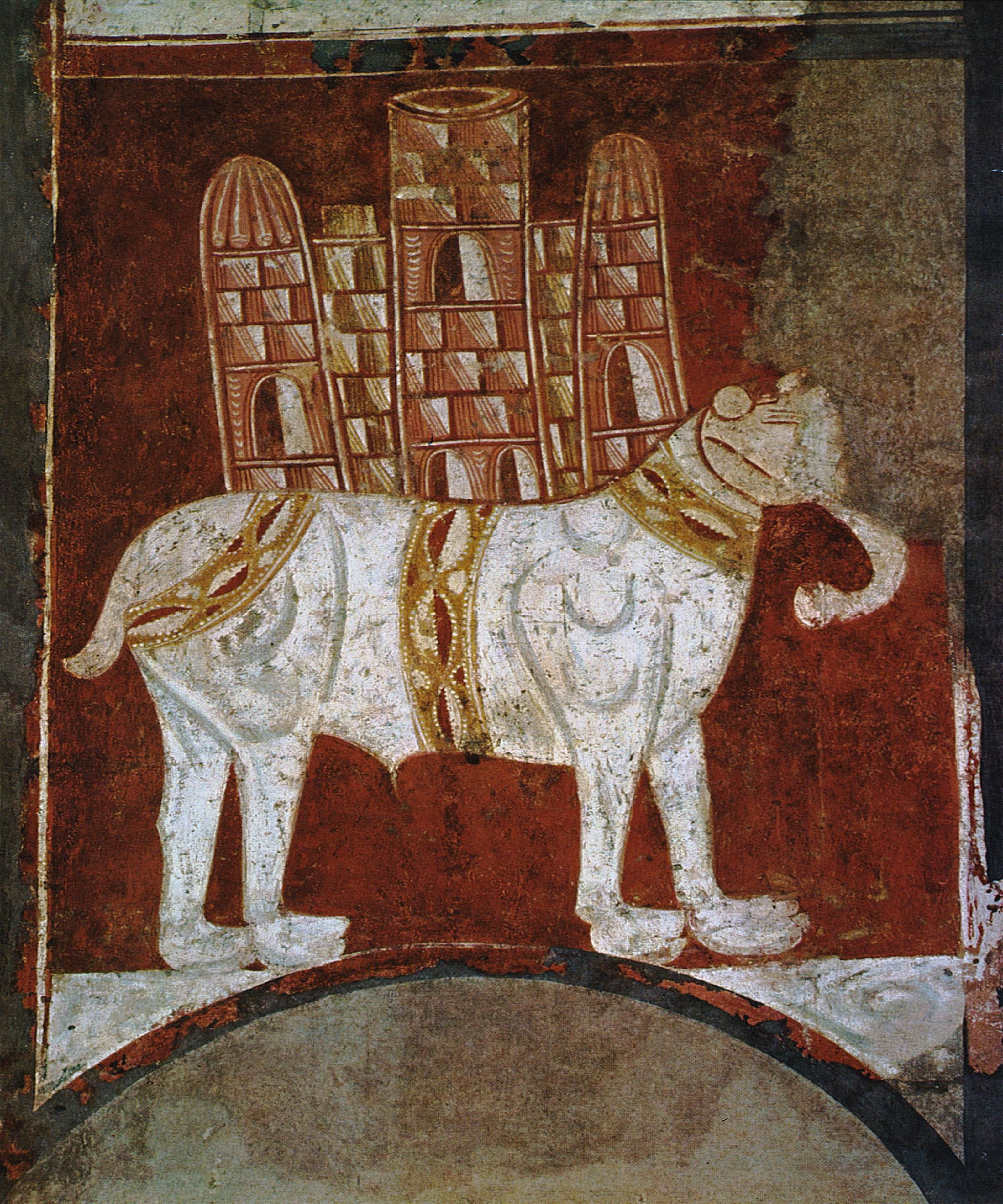
Immagine romanica, risalente all'XI secolo, di un elefante bianco, conservata al Museo del Prado di Madrid

Abū l-ʿAbbās (in arabo أبو العباس‎?) era un elefante asiatico albino donato nel 798 dal califfo abbaside Hārūn al-Rashīd al re dei franchi Carlo Magno.

## Storia
Nel 797 Carlo Magno inviò un'ambasciata presso il califfo di Baghdad guidata da un ebreo nord-africano di nome Isacco, conoscitore della lingua araba. Dopo un viaggio durato cinque anni, che toccò Gerusalemme e costeggiò le rive del mar Mediterraneo fino a Cartagine, con al seguito i numerosi doni del califfo, tra cui l'elefante, Isacco si diresse verso Marsiglia. Approdò a Portovenere agli inizi di ottobre, per poi dirigersi verso Vercelli, dove l'elefante passò l'inverno. A primavera iniziò il viaggio attraverso le Alpi, fino al Palazzo di Aquisgrana, dove arrivò il 1º luglio dell'anno 802.
Isacco recava con sé numerosi doni per l'incoronazione di Carlo Magno, tra cui una clessidra ad acqua e numerosi oggetti emblematici della tecnologia e della civiltà araba dell'epoca, ma il dono che più impressionò il sovrano fu l'elefante, probabilmente il primo a giungere nell'Europa settentrionale. Dalle descrizioni pervenuteci, si trattava probabilmente di un elefante bianco, affetto da un raro esempio di albinismo e considerato in Asia di valore inestimabile e prerogativa esclusiva dei re e dei principi.
Più volte Carlo Magno mostrò l'elefante ai propri ospiti e si sa che lo fece custodire presso Augusta, in Baviera. Nondimeno, quando nell'804 il re Goffredo di Danimarca attaccò un villaggio, Carlo Magno non esitò a usare Abū l-ʿAbbās nella battaglia contro i danesi. Abū l-ʿAbbās aveva già una quarantina d'anni quando giunse in Europa e non si adattò al clima nordico. Probabilmente si ammalò di polmonite dopo un attraversamento del Reno e morì nell'810.